# フランス手話
フランス手話（French Sign Language、FSL。langue des signes française、LSF。）は、1750年代頃パリで世界初のろう学校を創立したシャルル・ミシェル・ド・レペー師（The Abbe Charles Michel de l'Épée)が指導するために編み出した手話を元にしている。教育の現場では、従来のろう者が使う手話に加えて、フランス語を指導するために片手でするフランス語の指文字と手話が工夫された。
アメリカ人のトーマス・ホプキンズ・ギャローデットが聾教育の研修のため、パリに滞在していたが、パリ国立聾唖学校で教えていたフランス人のろうの教師のローラン・クレークを伴って帰国した後に、アメリカで初めて聾学校が設立され、フランス式の聾教育を行ったことから、当時ホームサイン性が強かったアメリカ手話はフランス手話に強い影響を受けて洗練され、やがて発達していった。